# 東号作戦
東号作戦（とうごうさくせん）は、第二次世界大戦時に大日本帝国海軍が発令した連合艦隊以外の戦力を一時連合艦隊司令長官の指揮下に入れて行う作戦。1943年10月26日の発令では「ト号作戦」だったが、11月13日に「東号作戦」に改名された。

## 経過
1943年10月26日、日本本土の東正面の防備は在本土兵力を連合艦隊司令長官の指揮下に統合して作戦させる必要を認めた軍令部は大海指第二九二号を発令し、本州東方邀撃作戦において連合艦隊以外の兵力を連合艦隊長官の作戦指揮下に入る場合の作戦を「ト」号作戦として指示した。作戦指揮下に入るのは、「第一航空艦隊」、「横須賀海軍航空隊の戦爆、艦攻、飛行艇、水陸偵察機中進攻可能兵力」、「特令する部隊」である。11月13日、大海指第二九七号で「東」号作戦に改称した。
1944年2月22日、マリアナ近海にアメリカ海軍機動部隊の出現をみた軍令部は本土近海にも出現する公算が大と判断し、横須賀空の兵力を連合艦隊の作戦指揮下に入れるとともに東号作戦部隊の編成を下令した。
1944年3月6日、アメリカ機動部隊が来襲する兆候が認められなかったため、軍令部は東号作戦部隊の編成を解除した。3月22日、従来は、編成、発動に際してその当時内地に所在する航空部隊指揮官のうち先任者が指揮を執ることとされ、作戦計画も定型化されたものがなかったので、大海指第三五八号で東号作戦部隊の指揮官を横須賀空司令官とし、作戦発動以前でも編入予定の部隊に指示を与えられるようにした。
1944年5月20日午前10時35分、軍令部は南鳥島が攻撃された直後に大海指第三八三号をもって東号作戦を発動し、さらに横須賀鎮守府部隊の兵力増強の処置をした。これより前の午前10時に横須賀空司令官吉良俊一中将は南鳥島空襲の報を受けて東号作戦部隊指揮官として電令作第一号で東号作戦発動を命じていた。当時の東号作戦部隊の兵力は横須賀空、第六十二航空戦隊、第二十七航空戦隊が主体で、その他に第五十一航空戦隊、第六十一航空戦隊残留部隊、第三〇一海軍航空隊（第二十二航空戦隊）などが加わっていた。20日は本州南東方の天候が不良で十分な索敵が行えなかったが、吉良は敵機動部隊が本土に接近する可能性があると判断し、同日午後4時45分「攻撃部署用意」、翌21日午前3時30分以降「即時待機」を命じた。21日、東号作戦部隊の関東地区への進出は順調に行われ、兵力は総機数275機となった。しかし、5月24日のウェーク島来襲後はもはや本土方面に来襲のおそれはなくなったと判断し、同日午後6時に大海指第三八六号をもって東号作戦部隊の編制が解かれた。